# Skwierzyna
Skwierzyna (in tedesco Schwerin an der Warthe) è un comune urbano-rurale polacco del distretto di Międzyrzecz, nel voivodato di Lubusz.
Ricopre una superficie di 285,44 km² e nel 2004 contava 12 769 abitanti.
Qua è nato l'ex pallavolista, allenatore e dirigente Sebastian Świderski.